# Archaeogeryon
Archaeogeryon is een geslacht van uitgestorven kreeftachtigen, dat leefde tijdens het Mioceen.

## Beschrijving
De bijna zeshoekige carapax van deze zestien centimeter lange krab bevatte grote oogkassen. De randen liepen recht naar de zijkanten en droegen vier tot vijf tanden. Achterwaarts waren de carapaxranden lang en recht. Het dier had zware scharen van ongelijke grootte en vier paar stevige looppoten. Het vijfde paar was afgeplat en was waarschijnlijk bedoeld om te zwemmen. Het zeven segmenten tellend abdomen was bij het mannetje breed en driehoekig. Het geslacht bewoonde diepe wateren.